# Sikorsky S-39
Il Sikorsky S-39 era un aereo anfibio monomotore a scafo centrale ad ala alta sviluppato dall'azienda aeronautica statunitense Sikorsky Aircraft Corporation nei tardi anni venti.
Destinato al mercato dell'aviazione commerciale, il modello venne anche marginalmente utilizzato in ambito militare dal United States Army Air Corps (USAAC).

## Storia del progetto
L'S-39 venne sviluppato sull'esperienza acquisita sul precedente S-38 del quale era una versione monomotore dalle dimensioni ridotte. Il prototipo venne portato in volo per la prima volta nel corso del 1929 confermando le buone caratteristiche del suo predecessore.

## Impiego operativo

### Civile
Il modello venne utilizzato dalla coppia di registi Martin e Osa Johnson nei loro viaggi attraverso l'Africa. L'S-39, dipinto con una livrea che simulava il disegno mimetico delle giraffe e battezzato Spirit of Africa, volò assieme all'S-38 Osa's Ark, che sfoggiava una livrea zebrata, fornendo un contributo alla realizzazioni di documentari e alla scrittura di libri che narravano questa esperienza.

### Militare

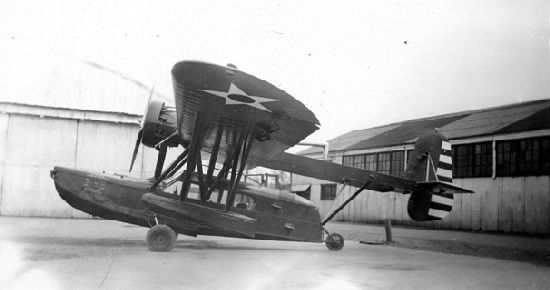
Il C-28.

Nel 1932, nell'ambito della necessità di aggiornare il proprio parco velivoli, lo United States Army, l'esercito statunitense, decise di acquistare un singolo S-39 da avviare a prove di valutazione nel ruolo di aereo da pattugliamento marittimo e aereo da trasporto leggero per il proprio Air Corps. Indicato Y1C-28 in base alle convenzioni di designazione allora vigenti, dopo l'iniziale periodo in ambito operativo, nel 1934 venne assegnato alla United States Military Academy (accademia militare) dove venne utilizzato come aereo da collegamento e in base a questo nuovo ruolo ridesignato C-28.

## Versioni
S-39A
prima versione da trasporto civile realizzata, prodotta in 11 esemplari.
S-39B
primo sviluppo della versione da trasporto civile, prodotta in 12 esemplari comprese due conversioni dall'S-39A.
S-39C
2 conversioni dall'S-39B realizzate nel 1931.
S-39CS
una conversione dall'S-39B realizzata nel 1932.
Y1C-28 (C-28)
designazione United States Army Air Corps (USAAC) dell'S-39C, un esemplare acquisito per valutazioni, successivamente utilizzato per trasporto VIP.

## Utilizzatori

### Militari
Stati Uniti
- United States Army Air Corps
  - United States Military Academy

### Governativi
Stati Uniti
- Civil Air Patrol

### Pubblicazioni
- (EN) The S-38 Amphibion Aircraft Was Igor Sikorsky's First Major Production Success in America (PDF), in Sikorsky Archives News, The Igor I. Sikorsky Historical Archives Inc., ottobre 2013. URL consultato il 1º dicembre 2013 (archiviato dall'url originale il 3 dicembre 2013).